# كريستوفر كريستالدو
كريستوفر كريستالدو (بالإنجليزية: Christopher Cristaldo)‏ هو لاعب كرة قدم أسترالي في مركز الهجوم، ولد في 15 يناير 1995 في ملبورن في أستراليا. شارك مع منتخب أستراليا تحت 20 سنة لكرة القدم. أما مع النوادي، فقد لعب مع ناسيونال أسونسيون.

## وصلات خارجية
- كريستوفر كريستالدو على موقع قاعدة بيانات كرة القدم.إي يو (الإنجليزية)
- كريستوفر كريستالدو على موقع Soccerway.com (الإنجليزية)